# Unbestimmter Rechtsbegriff
Der unbestimmte Rechtsbegriff bezeichnet ein tatbestandliches Merkmal einer Rechtsnorm, welches der Gesetzgeber nicht legaldefiniert oder sonst festgelegt hat. Zur Merkmalsbestimmung bedarf es bei der Rechtsanwendung daher der Regeln der Auslegung. Klassische unbestimmte Rechtsbegriffe sind etwa Treu und Glauben, Gemeinwohl oder die guten Sitten. Bei der Auslegung ist zu beachten, dass die unterschiedlichen individuellen Umstände beurteilt werden müssen.

## Systematik
Das Gebot hinreichender Bestimmtheit der Gesetze wird vom Rechtsstaatsprinzip aufgestellt (Art. 20 Abs. 3 GG). Der Gesetzgeber ist dabei nicht gehindert, einen Tatbestand mit erfassbaren Maßstäben zu beschreiben. Im Hinblick auf die Vielschichtigkeit mancher Lebenssachverhalte ist die Verwendung wertausfüllungsbedürftiger Begriffe oftmals unvermeidbar. Dass sich der Gesetzgeber eines unbestimmten Rechtsbegriffs bedient, ist daher verfassungsrechtlich nicht zu beanstanden. Verfassungsrechtlich ist die Option, ob der Gesetzgeber mit bestimmten oder unbestimmten Rechtsbegriffen arbeitet, unbedenklich. Ob nämlich der Gesetzgeber bei der Festlegung eines gesetzlichen Tatbestands „sich eines Begriffs bedient, der einen Kreis von Sachverhalten deckt, oder eng umschriebene Tatbestandsmerkmale aufstellt, liegt in seinem Ermessen.“
Der „unbestimmte Rechtsbegriff“ grenzt sich gegenüber dem „bestimmten Rechtsbegriff“ ab. Obgleich der Gesetzgeber häufig die Gelegenheit ergreift, bestimmte Begriffe durch Legaldefinition zu beschreiben, ist der unbestimmte Rechtsbegriff nicht etwa Ausdruck legislativer Unsicherheit. Vielmehr will der Gesetzgeber künftige konkrete Entwicklungen in der Alltagspraxis nicht von vorneherein durch begriffliche Determinierung einengen, die eine Sachverhaltsanpassung ausschließen. Da der Gesetzgeber nicht jeden regelungsbedürftigen Sachverhalt vorhersehen und regeln kann, gewähren viele Paragraphen und gesetzliche Bestimmungen dem Rechtsanwender (der Rechtsprechung) einen gewissen Raum und Flexibilität für die Sachverhaltssubsumption. 
Die Auslegung von unbestimmten Rechtsbegriffen erfolgt nach den allgemein gültigen Regeln. Die Auslegung unbestimmter Rechtsbegriffe (häufig sind sie durch ergänzende Rechtsnormen oder Verwaltungsvorschriften flankiert) ist einzelfallabhängig. Auf der Seite der Rechtsfolgen einer Norm kann ein Ermessen, im öffentlichen Recht regelmäßig eine Behörde, eingeräumt sein. Die Behörde kann – nach Abwägung aller Umstände – dann unter mehreren Handlungsalternativen wählen. Der unbestimmte Rechtsbegriff findet sich hingegen sowohl auf der Rechtsfolgen- als auch auf der Tatbestandsseite einer Norm. In Ausnahmefällen steht den Behörden ein Beurteilungsspielraum zu, das heißt, dass in diesen Fällen die Kontrolle des Verwaltungsgerichts eingeschränkt wird, weil es lediglich überprüfen kann, ob die Entscheidung im Rahmen der Grenzen der Auslegung und Grenzen der Auslegung und pflichtgemäßen Ermessens getroffen wurde. 

## Beurteilungsspielraum und gerichtliche Kontrolle
Unbestimmte Rechtsbegriffe unterliegen der gerichtlichen Kontrolle, wenn den Behörden kein Beurteilungsspielraum eingeräumt ist (Normalfall). Die Auslegung eines unbestimmten Rechtsbegriffs ist in diesem Fall gerichtlich voll überprüfbar, weil es sich dann um Rechtsanwendung handelt, welche nach der Rechtsschutzgarantie des Art. 19 Abs. 4 Satz 1 GG voll gerichtlich überprüfbar sein muss. Aber auch dann, wenn einer Behörde ausnahmsweise ein Beurteilungsspielraum eingeräumt ist, kann das Verwaltungsgericht überprüfen, ob sie sich von sachfremden Erwägungen hat leiten lassen oder willkürlich gehandelt hat. Besteht ein Beurteilungsspielraum damit bei der Behörde, so ist dieser der gerichtlichen Kontrolle beschränkt zugänglich. Regelhaft ist ein eigener Beurteilungsspielraum anzunehmen (Ausnahmefall), wenn sich durch Auslegung der Norm, die den unbestimmten Rechtsbegriff enthält, ergibt, dass die Behörde über den konkreten Fall abschließend entscheiden darf.
Beispielsfälle:
- Prüfungs- und prüfungsähnliche Entscheidungen (Staatsexamina, Versetzung in die nächste Klasse, Abitur u. ä.),
- beamtenrechtliche Beurteilungen,
- Prognoseentscheidungen und Risikobeurteilungen, etwa im Umweltrecht,
- Wertungsentscheidungen weisungsfreier, mit Interessenvertretern oder Sachverständigen besetzter Ausschüsse und Gremien.

## Generalklauseln
Unbestimmte Rechtsbegriffe können sich im Gesetz als Generalklauseln wiederfinden. Als offene Rechtsnormen sind Generalklauseln prinzipiell auslegungsfähig gestaltet. Sie sollen mit der sich ständig ändernden Alltagswirklichkeit Schritt halten (siehe Treu und Glauben), ohne dass die jeweilige Norm im Wortlaut angepasst werden müsste. Auch bei ihnen ist es unmöglich, alle erdenklichen Sachverhalte zu antizipieren oder sich wandelnde Wertmaßstäbe und Anschauungen zu berücksichtigen (siehe beispielhaft gute Sitten).
Generalklauseln werden auch als die „Einbruchstellen“ der Grundrechte in das bürgerliche Recht bezeichnet. Der Richter hat kraft Verfassungsgebots zu prüfen, ob die von ihm anzuwendenden materiellen zivilrechtlichen Vorschriften in der beschriebenen Weise grundrechtlich beeinflusst sind; trifft das zu, dann hat er bei Auslegung und Anwendung dieser Vorschriften die sich hieraus ergebende Modifikation des Privatrechts zu beachten.
Generalklauseln enthalten vom Gesetzgeber beabsichtigte so genannte Delegationslücken (intra legem, „innerhalb des Gesetzes“), die durch die Rechtsprechung durch Konkretisierung auszufüllen sind. Selbst im Strafrecht sind Generalklauseln und wertausfüllungsbedürftige Rechtsbegriffe verfassungsrechtlich nicht zu beanstanden, wobei das Gebot der Gesetzesbestimmtheit sowohl für den Straftatbestand (Tatbestandsbestimmtheit, nullum crimen sine lege) als auch für die Strafandrohung (nulla poena sine lege) gelte, aber nicht übersteigert werden dürfe. Das Bestimmtheitsgebot verpflichtet den Gesetzgeber, die Voraussetzungen der Strafbarkeit so genau zu umschreiben, dass Tragweite und Anwendungsbereich der Straftatbestände für den Normadressaten schon aus dem Gesetz selbst zu erkennen sind und sich durch Auslegung ermitteln und konkretisieren lassen. Das Grundgesetz will sicherstellen, dass jeder vorhersehen kann, welches Verhalten verboten und mit Strafe bedroht ist, damit er sein Tun oder Unterlassen auf die Strafrechtslage eigenverantwortlich einrichten kann und willkürliche staatliche Reaktionen nicht befürchten muss. Das Verfassungsgebot der Gesetzesbestimmtheit schließt allerdings die Verwendung von Begriffen, die in besonderem Maße der Deutung durch den Richter bedürfen, nicht generell aus. Generalklauseln oder unbestimmte, wertausfüllungsbedürftige Begriffe sind im Strafrecht allerdings nur dann verfassungsrechtlich unbedenklich, wenn die Norm eine zuverlässige Grundlage für ihre Auslegung und Anwendung bietet oder wenn sie eine gefestigte Rechtsprechung übernimmt und damit aus dieser Rechtsprechung hinreichende Bestimmtheit gewinnt.
Der Gesetzgeber darf sich jedoch seines Rechtes, die Schranken der Freiheit zu bestimmen, nicht dadurch begeben, dass er mittels einer vagen Generalklausel die Grenzziehung im Einzelnen dem Ermessen der Verwaltung überlässt.

## Unbestimmter Rechtsbegriff und rechtsstaatliches Bestimmtheitsgebot
Im Konflikt zwischen der sprachlichen Unschärfe des unbestimmten Rechtsbegriffs und der Notwendigkeit einen Einzelfall (gerichtlich) zu entscheiden und dabei zu genau einer einzigen verbindlichen Auslegung kommen zu müssen, liegt die besondere Problematik des unbestimmten Rechtsbegriffs. Denn seine Unschärfe und die große Zahl der durch sie ermöglichten Interpretationsmöglichkeiten, macht es dem Betrachter des Problems beziehungsweise dem Rechtsanwender – gleichgültig ist, wessen Blickwinkel eingenommen wird – schwer vorherzusehen, zu welcher Auslegung eine Behörde oder das Gericht letztlich kommen werden, wie das betroffene Gesetz letztlich anzuwenden ist.
Für unbestimmte Rechtsbegriffe in Rechtsnormen besteht allerdings ein praktisches Bedürfnis. Rechtsnormen können nach der Konzeption des bürgerlichen Gesetzbuches nicht jeden Einzelfall, für den sie gelten sollen, vorweg ausdrücklich regeln, sie sind vielmehr darauf angewiesen, den Bereich, für den sie gelten sollen, abstrakt zu beschreiben. Abstraktion bringt aber zwangsläufig Unschärfe im Detail mit sich. Der Jurist und Kriminologe Peter-Alexis Albrecht formuliert diese Unverzichtbarkeit von unbestimmten Rechtsbegriffen folgendermaßen: „… Bundesverfassungsgericht und Bundesgerichtshof betonen immer wieder den großen Spielraum, den der Gesetzgeber bei der Formulierung von Strafgesetzen hat. Danach müssen Strafgesetze elastisch genug sein, um der ‚Vielgestaltigkeit des Lebens‘ jederzeit Rechnung tragen zu können. Unbestimmte Rechtsbegriffe, die der Volksmund nicht unzutreffend als ‚Gummiparagraphen‘ bezeichnet, seien unverzichtbar.“ (Albrecht)
Trotz allem ist man sich darüber einig, dass unbestimmte Rechtsbegriffe grundsätzlich vermieden werden sollten, da der öffentlichen Verwaltung als Rechtsanwender gegebenenfalls eine Machtfülle zugespielt wird, die über den Rahmen des gesetzliche Zugebilligten hinausgeht und zudem geeignet ist, den Verwaltungsapparat aufzublähen.

## Beispiele für unbestimmte Rechtsbegriffe
- angemessen
- Konzern
- Unzuverlässigkeit (z. B. des Gewerbetreibenden, § 55 Gewerbeordnung)
- erhebliche Nachteile
- erhebliche Belästigungen (§ 5 Abs. 1 Bundes-Immissionsschutzgesetz),
- in angemessenem Umfang (z. B. § 68, § 70 StVollzG)
- Verunglimpfung
- Kindeswohl
- Geschlechtsidentität (im Selbstbestimmungsgesetz)